# Черна морска мида
Черната морска мида (Mytilus galloprovincialis) е ядивна мида от семейство Mytilidae, обект на стопански улов и отглеждане в цял свят.

## Описание
Черупката ѝ е гладка, синьо-виолетова, черна или кафява на цвят. Обичайният ѝ размер е 5 – 8 cm, но в редки случаи може да достига 15 cm. Обикновено живее в приливни зони, прикрепена към скали посредством здрави нишковидни структури, образувани от секреция на жлези, които се намират в крака на мидата. Тя се храни с широк спектър от планктотрофни организми. Видът предпочита бързо движеща се вода, която не съдържа утайки, и процъфтява във води, богати на хранителни вещества. Размножава се през най-топлите месеци в годината.

## Стопанско значение
В България фермите за отглеждане на черна мида съществуват от десетилетия, но след 1989 г. производството запада. След 1 януари 2007 г. с помощта на структурните фондове се изграждат множество мидени ферми, чието производство измества вносните продукти на българския пазар. Мидите имат добър потенциал за експортна дейност.
В Европа най-големите производители на черни морски миди са Испания и Италия. Общото производство на Европейския съюз към 2007 г. възлиза на 306 934 тона. В световен мащаб, освен ЕС, най-големите производители на миди са Китай, Чили и Нова Зеландия.
Обикновено мидите се консумират след топлинна обработка. Продават се главно живи, но и под формата на обработени продукти, консервирани или мариновани.